# Karl Bungert
Karl Bungert (* 6. Juni 1928 in Dortmund; † 31. Mai 1979 in Berlin) war ein deutscher Maler. Er gilt als Vertreter der Art brut oder der Outsider Art.

## Leben und Werk
Karl Bungert verbrachte seine Jugendjahre in Wolbeck und studierte nach dem Gymnasium drei Jahre Theologie und Philosophie an der Westfälischen Wilhelms-Universität Münster. 1955 zog er nach Darmstadt und besuchte auf Anregung seines Freundes Hanns Hoffmann-Lederer die Werkkunstschule Darmstadt, die er jedoch nach kurzer Zeit wieder verließ und fortan als Autodidakt  arbeitete. 1957 übersiedelte er nach Amsterdam, lebte ab 1961 für einige Jahre in Berlin und kehrte 1964 wieder nach Amsterdam zurück. In dieser Zeit hatte er auch seine erste Einzelausstellung mit eher naiven Zeichnungen und Gouachen in der Galerie Clasing in Münster. 1969 zog er endgültig nach Antwerpen.
Seine Arbeiten wurden nun plakativer: „Breite schwarze Linien umreißen einfache Formen, die Figuren und Dinge bilden. Auf Modellierung ist verzichtet. Die Binnenflächen sind gleichmäßig ausgefüllt, die kräftigen Farben – zu denen Weiß und Schwarz kommen – kontrastreich zusammengefügt.“ Sein künstlerisches Thema war der Mensch als Roboter, ein Sklavenopfer von Geldgier Machtlust und unersättlicher Sexualität. Die „auf die Außenwelt projizierten Wünsche, Frustrationen und Obsessionen erhalten den Status grundlegender Elemente der Gesellschaftskritik“. 1970 stellte er, kuratiert von Flor Bex, zusammen mit Wout Vercammen, Filip Francis, Luc Deleu und anderen im Gebäude des neu eröffneten Empire Shopping Centers in Antwerpen aus. Seine Arbeiten wurden am nächsten Tage wegen ihres als obszön und provokativ abgestempelten Inhalts von den Ordnungsbehörden wieder entfernt. Das gleiche widerfuhr ihm einige Monate später bei seiner Ausstellung im Tour de Medi (Zuidertoren) in Brüssel, auch hier wurden die Werke umgehend wieder abgehängt.
Auf Betreiben seines Bruders Herbert Bungert, der ihn Zeit seines Lebens unterstützt hatte, wurde Helmut R. Leppien auf das Werk Karl Bungerts aufmerksam und richtete 1971 seine erste Museumsausstellung in der Kunsthalle Köln aus. In den folgenden Jahren lebte und arbeitete Karl Bungert in wachsender Isolation. Nach seinem Freitod im Jahre 1979 gerieten sein Name und sein Werk in Vergessenheit. Erst im Jahre 2009 wurden seine Bilder durch eine Retrospektive in der Verbeke Foundation, Belgien wieder einer breiteren Öffentlichkeit zugänglich gemacht.
Bis zu seinem Tode lebte Karl Bungert in Antwerpen. Er hatte mit Anne-Maria Elisabeth De Rooy, Tochter des flämischen Dichters Adriaan De Roover, einen Sohn. Sein Grab auf dem Friedhof in Münster-Wolbeck ist inzwischen aufgehoben.

## Einzelausstellungen
- 1964: Galerie Clasing, Münster: Karl Bungert – Aquarelle und Zeichnungen
- 1968: In den Räumen des „Vestzaktheaters“ (Westentaschentheaters) De Trapkes, Breda, Niederlande: Karl Bungert
- 1971: Kunsthalle Köln: Karl Bungert, 12. November 1971 – 30. Januar 1972
- 1972: Stedelijk Museum, Amsterdam, Niederlande: Bungert – Zeichnungen und Gouachen, 2. Dezember 1972 – 21. Januar 1973
- 1974: Städtische Galerie Schloss Oberhausen: Bungert – Im Uhrwerk der Maschinen tickt ein Mensch, 19. Januar – 3. März 1974
- 2009: Verbeke Foundation, Kemzeke, Belgien: Karl Bungert (1928–1979) – A Retrospektive, 23. Mai – 15. November 2009
- 2019: Hachmeister Galerie, Münster, Karl Bungert – Outsider, 25. Mai – 20. Juli 2019

## Gruppenausstellungen
- 1971: Galerie Het Vacuum, Antwerpen, Belgien, 19. März – 31. März 1971
- 1971: Galerie 5 Penta, Antwerpen, Belgien: Artworker Star 1–2, 12. November – 31. Dezember 1971
- 1973: Empire Shopping Centre, Antwerpen, Belgien: 11 Antwerpse kunstenaars en de groep Ercola, 15. September – 16. Oktober 1973
- 1975: Ruhrfestspiele Recklinghausen, Kunsthalle Recklinghausen: Der Einzelne und die Masse, 22. Mai – 10. Juli 1975
- 1976: Kunsthalle Recklinghausen
- 1994: Hachmeister Galerie, Münster: art brut – Arbeiten auf Papier, zusammen mit: Dubuffet, Soutter, Bungert, Wölffli, Nedjar